# Tachir Batajev
Tachir Batajev (Sjelkovskaja, 30 mei 1973 - Goedermes, 21 maart 2007) was een commandant van het verzet in Tsjetsjenië tegen Rusland. Hij heeft in beide Tsjetsjeense oorlogen gevochten en was in januari 2006 tot commandant benoemd in het Tsjetsjees verzet. 
Op 21 maart 2007 is hij in een hinderlaag gelopen in de Tsjetsjeense stad Goedermes en verloor tijdens de daaropvolgende strijd zijn leven. 